# Cuscuta erosa
Cuscuta erosa är en vindeväxtart som beskrevs av Truman George Yuncker. Cuscuta erosa ingår i släktet snärjor, och familjen vindeväxter. Inga underarter finns listade i Catalogue of Life.